# Lafayette County, Mississippi
Lafayette County är ett administrativt område i delstaten Mississippi, USA, med 47 351 invånare. Den administrativa huvudorten (county seat) är Oxford.

## Geografi
Enligt United States Census Bureau har countyt en total area på 1 759 km². 1 635 km² av den arean är land och 124 km² är vatten. 

### Angränsande countyn
- Marshall County - nord
- Union County - nordost
- Pontotoc County - sydost
- Calhoun County - syd
- Yalobusha County - sydväst
- Panola County - väst
- Tate County - nordväst